# Tri Svjatitělja
Tri Svjatitělja (rusky Три Святителя) byla bitevní loď typu predreadnought postavená v 90. letech 19. století pro ruské carské námořnictvo. Sloužila u černomořského loďstva a v červnu 1905 byla vlajkovou lodí sil pronásledujících vzbouřenou bitevní loď Potěmkin. Během první světové války se loď dvakrát setkala s bitevním křižníkem Yavuz Sultan Selim (bývalý německý SMS Goeben), ale nikdy ho nezasáhla ani jím nebyla poškozena. V roce 1915 ji přeřadili k ostřelování pobřeží, protože byla nejstarší bitevní lodí ve flotě. V době únorové revoluce roku 1917 ji v Sevastopolu opravovali a poté se už do šlužby nikdy nevrátila.
Když v květnu 1918 německé jednotky obsadili město, zajali i loď Tri Svjatitělja a po příměří v listopadu 1918 byla předána spojencům. Její stroje v roce 1919 vyřadili britské jednotky, když se stahovaly ze Sevastopolu, aby zabránily postupujícím bolševikům její nasazení proti Bílým. Ti zde loď po evakuaci Krymu v roce 1920 ponechali a v roce 1923 byla sešrotována.